# Craig Eastmond
Craig Leon Eastmond (Londres, Inglaterra, 9 de diciembre de 1990),  o Craig Eastmond, es un futbolista inglés que juega como mediocampista en el Wealdstone F. C. de la National League de Inglaterra.

## Clubes
| Club                             | País       | Año       |
| -------------------------------- | ---------- | --------- |
| Arsenal F. C.                    | Inglaterra | 2009-2013 |
| Millwall F. C. (cedido)          | Inglaterra | 2011      |
| Wycombe Wanderers F. C. (cedido) | Inglaterra | 2012      |
| Colchester United F. C. (cedido) | Inglaterra | 2012      |
| Colchester United F. C.          | Inglaterra | 2013-2015 |
| Yeovil Town F. C.                | Inglaterra | 2015      |
| Sutton United F. C.              | Inglaterra | 2015-2024 |
| Wealdstone F. C.                 | Inglaterra | 2024-     |